# Anales de Tlatelolco

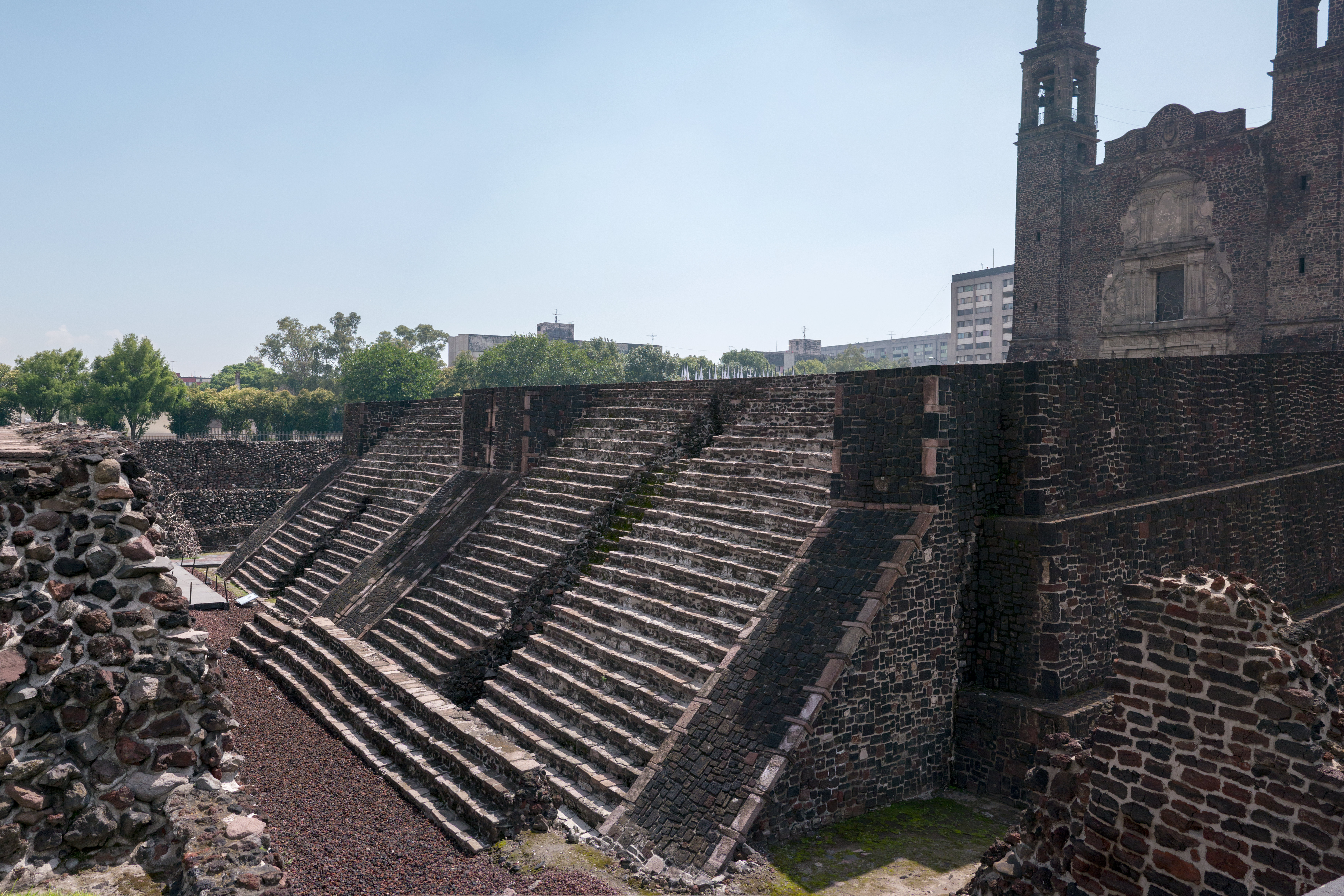
Pozostałości głównej świątyni w Tlatelolco, w tle widoczny kościół św. Jakuba; widok współczesny

Anales de Tlatelolco (hiszp. Roczniki Tlatelolco; sygnatura BNF: MS Mex 22 i MS Mex 22bis) – anonimowy, rękopiśmienny kodeks historyczny spisany w XVI wieku w języku nahuatl za pomocą alfabetu łacińskiego. Jego nieznani azteccy autorzy opisali w nim historię Meksyku od najdawniejszych czasów, hiszpańską konkwistę 1521 roku oraz pierwsze lata rządów kolonialnych. Inaczej niż wiele innych azteckich tekstów powstałych wkrótce po podboju Meksyku, Anales de Tlatelolco nie posiadają ilustracji.
Inaczej niż Kodeks florentyński i zamieszczony w nim opis podboju Meksyku, roczniki z Tlatelolco pozostawały do czasu ich odkrycia w rękach rdzennych Azteków, poza zasięgiem hiszpańskich władz kolonialnych i instytucji katolickich. Z tego względu często uznawane są za autentyczniejsze źródło, dające lepszy wgląd w sposób myślenia, światopogląd i kulturę mieszkańców podbitego przez Hiszpanów Meksyku.
Jego autorzy woleli pozostać anonimowi, prawdopodobnie po to, by uniknąć wykrycia przez władze hiszpańskie, w razie gdyby dzieło dostało się w ręce Hiszpanów. Istnieje podejrzenie, że ci sami autorzy stali się w późniejszym okresie źródłami informacji, które zamieścił w swoim Kodeksie florenckim Bernardino de Sahagún. Dzieło nie posiada tytułu, wobec czego nazwa Anales de Tlatelolco jest zwyczajowa. Tekst jest także znany jako Unos Annales Históricos de la Nación Mexicana (Roczniki historyczne narodu meksykańskiego), La relación anónima de Tlatelolco (Anonimowa relacja z Tlatelolco), Rękopisy 22 i 22bis oraz Kodeks z Tlatelolco (co może prowadzić do pomyłek, bowiem istnieje również inny kodeks w nahuatl, do którego najczęściej odnosi się ta nazwa).

## Opis
Anales składają się faktycznie z dwóch osobnych rękopisów, przechowywanych w Bibliotece Narodowej Francji w Paryżu: pisanego na papierze amate Rękopisu 22 i spisanego na papierze europejskim Rękopisu 22bis. Rękopis 22 składa się z sześciu zeszytów, przy czym każdy z nich oryginalnie składał się z dwóch kart, a więc zawierał po cztery strony tekstu. Manuskrypt jest częściowo zniszczony, przykładowo z pierwszego zeszytu zachowała się jedynie wewnętrzna karta, co oznacza, że brakuje stronic 1. i 4. z oryginału. Istnieją również braki w drugim zeszycie. Ostatnie dwie strony pozostały niezapisane, prawdopodobnie niezapisana była również zaginiona pierwsza strona pierwszego zeszytu, wskazuje na to układ treści w zachowanej części dokumentu.

## Historia odkrycia i datowanie
Oba rękopisy zostały odkryte i zakupione przez Lorenzo Boturiniego Benaduciego w 1740. W 1833 księgi trafiły do kolekcji Josepha Aubina, który jako pierwszy dostrzegł, że oba manuskrypty stanowią jedną całość i wzajemnie się uzupełniają. Współczesne wydania są w praktyce rekonstrukcją i kompilacją obu dokumentów, choć nie wszystkie niejasności czy braki udało się uzupełnić. Znaczna część zachowanej treści obu rękopisów pokrywa się, wobec czego w wydaniach krytycznych treść starszego z nich zazwyczaj uzupełniana jest fragmentami z Rękopisu 22bis, natomiast ten drugi publikowany jest w całości, bez tłumaczenia.

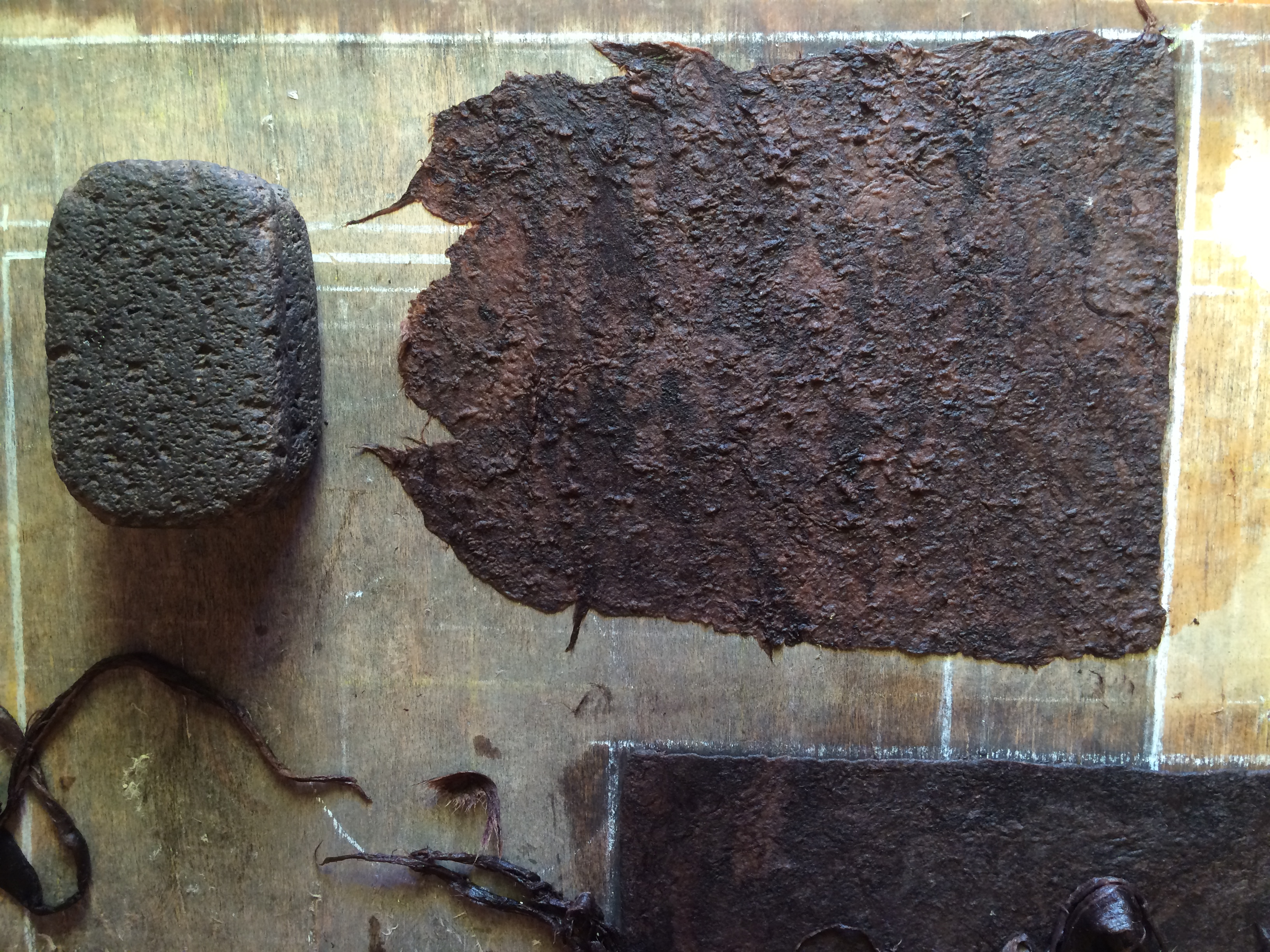
Anales de Tlatelolco spisano na papierze amate, tworzonym przez rozdrobnienie kory figowców na pulpę, a następnie wysuszenie jej na słońcu na płaskiej powierzchni. Tę samą metodę produkcji papieru stosuje się do współczesności

Datowanie obu manuskryptów nie jest jasne. W drugim z nich, powszechnie uważanym za nowszy, znajduje się wzmianka, że tekst jest kopią oryginalnej kroniki spisanej w Tlatelolco w roku 1528, zaledwie siedem lat po upadku Imperium Azteków, jednak James Lockhart uważa, że brak jest w samym tekście przesłanek, które miałyby dowodzić tak wczesnej daty sporządzenia dokumentu. Z kolei Hans J. Prem i Ursula Dyckerhoff uznają tekst za najstarszy dokument indiański pisany alfabetem łacińskim, choć inni autorzy wskazują też, że brak jest dowodów na to, by już w tak wczesnym okresie historii kolonialnego Meksyku powstawały dokumenty pisane w nahuatl grafią łacińską.
Z tego względu różni autorzy proponują rozmaite daty powstania starszego z manuskryptów. Zdaniem Jamesa Lockharta tekst, który przetrwał do współczesności, jest oryginalnym dokumentem, spisanym około 1545 roku, a więc około 20 lat po podboju . Z kolei Rafael Tena sugeruje, że powstał około 1560 roku. Jednocześnie badacz ten wysunął przypuszczenie, że około roku 1528 kilku azteckich świadków podboju ich państwa przez Hiszpanów faktycznie sporządziło pisemne notatki, które później mogły posłużyć autorom Anales de Tlatelolco jako źródło. Młodszy z rękopisów spisano prawdopodobnie w XVII wieku, być może około 1620 roku – wskazuje na to m.in. analiza grafologiczna pisma.
Niejasny jest również związek między starszym a nowszym rękopisem. Wigberto Jiménez Moreno oraz John B. Glass uważali – wbrew tezom pierwszego wydawcy dokumentu, Ernsta Mengina – że nowszy nie jest kopią starszego, tylko że oba są mniej lub bardziej dokładnymi kopiami zaginionego oryginału. Choć treść obu w znacznej mierze się pokrywa, a nowszy często zawiera te same błędy, które ma rękopis 22, 22bis w niektórych miejscach różni się dość znacząco, wprowadzono w nim także poprawki gramatyczne. Z tego względu Susanne Klaus uważa, że manuskrypt 22 jest kopią zaginionego oryginału, natomiast 22 bis uznaje za kopię zaginionej kopii zaginionego oryginału.

## Treść
Anales de Tlatelolco są w praktyce antologią kilku osobnych tekstów. Układ treści w obrębie obu rękopisów obrazuje poniższa tabela, skompilowana przez Hansa Prema i Ursulę Dyckerhoff, wzbogacona o nazwy sześciu rozdziałów w wydaniu krytycznym Rafaela Teny. Manuskrypt 22bis nie zawiera rozdziału piątego, z kolei rozdział drugi występuje w oryginale jedynie w rękopisie 22bis.
|     | akapity                 | Ms 22 folio | strona | stronice | stronice Ms 22bis | Treść                                                                                    | Rozdział w wydaniu Teny                                                             |
| --- | ----------------------- | ----------- | ------ | -------- | ----------------- | ---------------------------------------------------------------------------------------- | ----------------------------------------------------------------------------------- |
| I   | 1-8                     | 2v+3r       | A      | 2+3      | 1-2               | Lista de los Reyes de Tlatelolco                                                         | 1. Władcy Tlatelolco (hiszp. Los gobernantes de Tlatelolco)                         |
| Ia  | 9-10                    | 2v+3r       | A      | 2+3      | 1-2               | La guerra con Tenochtitlan (1)                                                           | 2. Aneks do Władców Tlatelolco (Complemento de „Los gobernantes de Tlatelolco”)     |
| Ib  | 11-16                   | ––          |        | ––       | 3-4               | La guerra con Tenochtitlan (2) y los cónsules                                            | 2.                                                                                  |
| Ic  | 17                      | ––          |        | ––       | 4                 | Lista de los Reyes de Tlatelolco (continuación)                                          | 2.                                                                                  |
| Id  | 18-47                   | ––          |        | ––       | 4-10              | Reminiscencias de la expedición a Honduras                                               | 2.                                                                                  |
| II  | 48-68                   | 3v+[4r]     | A      | 4+[5]    | 11-12bis          | Lista de los reyes de Tenochtitlan                                                       | 3. Władcy Tenochtitlán (Los gobernantes de Tenochtitlan)                            |
| III | 69-94                   | 6v+7r       | B      | 6-7      | 13-15             | Relaciones genealógicas: Genealogía de Azcapotzalco 69-76 Genealogía de Tlatelolco 77-94 | 4. Władcy Azcapotzalco (Los gobernantes de Azcapotzalco)                            |
| IV  | 95-102                  | 8r-         | C      | 9        | ––                | Suplement do genealogii Azcapotzalco                                                     | 5. Aneks do Władców Azcapotzalco (Complemento de „Los gobernantes de Azcapotzalco”) |
| V   | 103                     | ––          |        | ––       | 15                | Strona tytułowa i data następnego rozdziału                                              | 6. Historia Mexików (Historia mexica)                                               |
|     | 104-286 104-288 288-393 | 8v+22v      | B      | 10-38    | 16-53             | Historia de Tlatelolco                                                                   | 6.                                                                                  |
|     | 287                     | ––          |        |          | 53                | ostatnie zdanie tekstu                                                                   |                                                                                     |

Rozdział 2 zawiera informacje o przegranej przez Tlatelolco wojnie z Tenochtitlan w roku 1473, o późniejszych rządach narzuconych miastu przez zwycięzców, o śmieci Cuauhtémoca podczas wyprawy Korteza do kraju Hibueras, a wreszcie opowieść o wielkim wojowniku tlatelockim Ecatzinie.

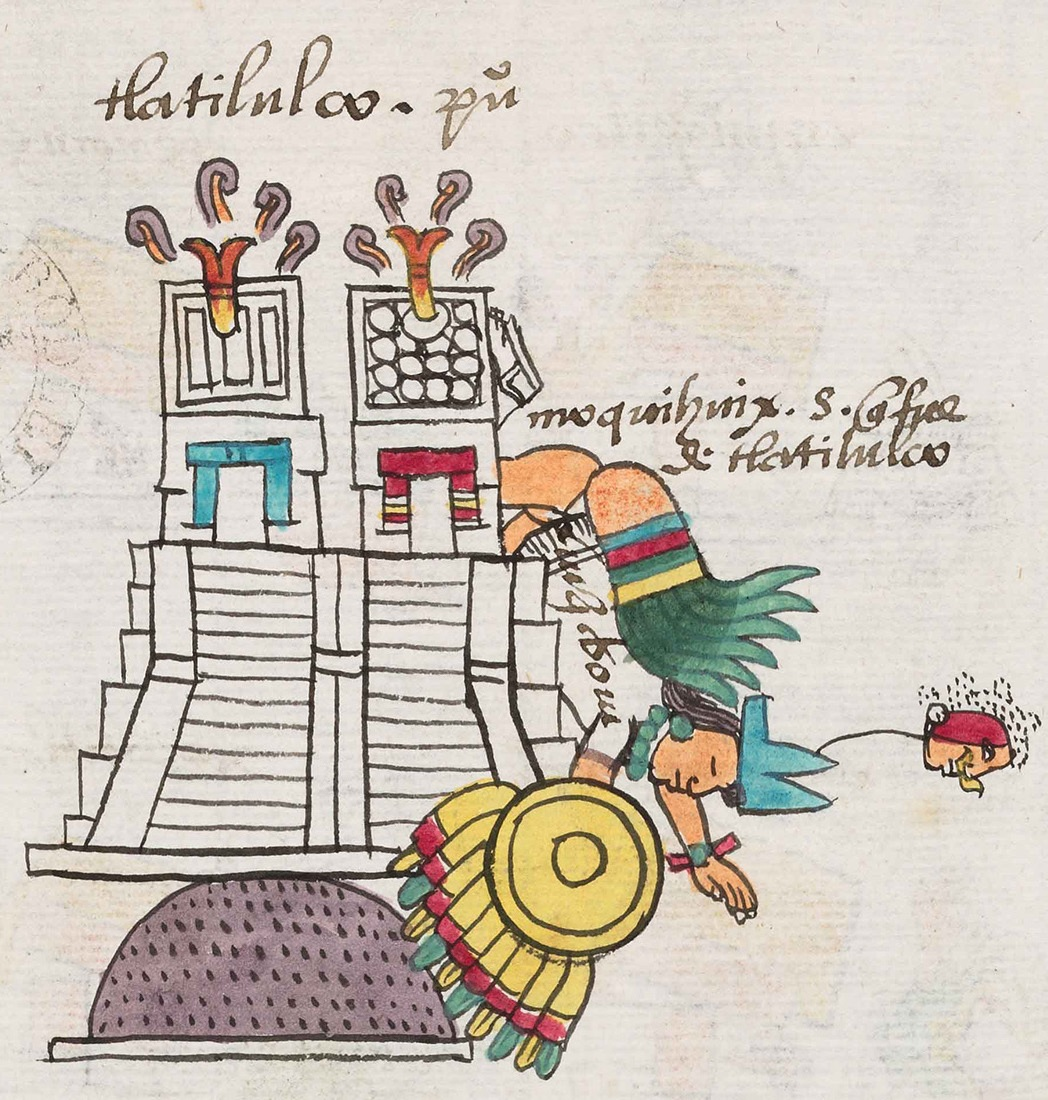
Anales de Tlatelolco są rzadkim źródłem pokazującym historię Doliny Meksyku z perspektywy miast-państw, które przegrały walkę o dominację z Tenochtitlanem. Na ilustracji fragment Kodeksu Mendoza pokazujący śmierć Moquihuixa, ostatniego niezależnego tlatoaniego Tlatelolco, w 1473

Jako że tekst pisany jest z perspektywy Tlatelolco, opisuje in extenso bohaterskie czyny wojowników podczas wojny i tchórzostwo Tenoczków, ostateczną klęskę tłumacząc zdradą. Przy opisie władców wyjaśnia, że w wyniku wojny skończyła się lokalna linia dynastyczna królów (nahuatl tlatocáyotl) i że podawane później imiona władców odnoszą się nie do królów, a do konsulów (nahuatl quauhtlatoque, l.poj. cuauhtlato), nie wspomina jednak, że owi konsule byli mianowani przez tlatoanich Meksyku. Podobnie jak inne teksty z Tlatelolco, anonimowy autor tego rozdziału odnotowuje, że w roku 1515, wraz z rządami Cuauhtémoca, kończą się rządy owych cuauhtlatoque i że władca ów został tlatoanim miasta, nie wyjaśnia jednak, w jakich okolicznościach. W tym czasie Meksykiem miał rządzić „Mexícatl Coztoolóltic”, co tłumaczy się jako Karzeł Pulchne Łydki.
W dalszej części rozdziału autor pomija milczeniem podbój Meksyku przez Hiszpanów i płynnie przechodzi do wyprawy Korteza na tereny dzisiejszego Hondurasu, opisuje z detalami egzekucję Cuauhtémoca, oraz Coanacochtzina i Tetlepanquetzy, odpowiednio tlatoanich Tetzcoco i Tlacopán. Miało do niej dojść w wyniku zdrady jednego z Tenoczków. W ostatniej części tego fragmentu autor przytacza dialog między Kortezem i Malintzin a dwoma wojownikami z Tlatelolco, Ecatzinem i Temilotzinem, którym zapowiada, że zabierze ich ze sobą do Hiszpanii, gdzie zginą. Temilotzin rzuca się w morze i ginie, natomiast Ecatzin wyrusza do Kastylii, skąd wraca po pięciu latach, około 1529 roku, już jako szlachcic i nowy tlatoani miasta, czy raczej jego gubernator z ramienia Hiszpanów. Ze względu na fakt, że to Ecatzin wydaje się głównym bohaterem tego rozdziału, część naukowców wyraża przypuszczenie, że to on sam, lub raczej ktoś z jego otoczenia, był inicjatorem spisania historii władców Tlatelolco.
Rozdziały 1, 3 i 4 są względnie krótkie i stanowią w dużej mierze spis dynastyczny poszczególnych miast. Najdłuższy i najciekawszy z perspektywy historyków jest rozdział 6. zawierający historię Azteków od ich wyruszenia z Chicomóztoc na południe, aż po czasy podboju. Opis zawiera również fragmenty pieśni opisujących niedolę Azteków już po ich przybyciu do Doliny Meksyku; w kulturze azteckiej pieśń stanowiła jedną z podstawowych form przekazywania historii mówionej.

## Znaczenie dokumentu
Dokument jest jednym z najważniejszych źródeł do historii miasta-państwa Tlatelolco, obok Mapy z Uppsali (z ok. 1556), Kodeksu Tlatelolco (spisanego między 1542 a 1560 rokiem), Ordenanza del señor Cuauhtémoc (spisanego prawdopodobnie w 1555 lub w rok później) oraz Anales de la conquista de Tlatelolco en 1473. Jako że prekolumbijska historia Meksyku znana jest głównie ze źródeł pisanych z perspektywy władców Tenochtitlán, Anales de Tlatelolco są także nieocenionym źródłem przedstawiającym inny, lokalny punkt widzenia, a jednocześnie uzupełniającym oficjalną historiografię państwa Azteków. Dokument jest jedynym znanym źródłem podającym datę dzienną wyruszenia Azteków z Aztlan-Colhuacan, a także założenia przez nich Tenochtitlán.
Jako że sami Tlatelolkowie uznawali siebie za odłam Azteków (Mexików), który odłączył się od głównej grupy podczas migracji na południe, szczególnie ważne jest spojrzenie na różnice między oficjalną historiografią aztecką, a tymi samymi wydarzeniami opowiedzianymi z innej perspektywy. Jednocześnie nie jest jasne, do jakiego stopnia na opis wydarzeń z dziejów Tlatelolco opisanych w Anales miały wpływ reformy historyczne i religijne w państwie Azteków przeprowadzone za panowania Itzcoatla, Motecuzomy Ilhuicaminy i Motecuhzomy Xocoytzina. Z drugiej strony dwa najważniejsze źródła opisujące hiszpański podbój Meksyku z perspektywy indiańskiej przedstawiają go właśnie z perspektywy Tlatelolco, a nie stolicy. W okresie po podboju Tlatelolco odzyskało samorządność utraconą w 1473 roku po przegranej wojnie z Tenochtitlán i wygaśnięciu lokalnej dynastii. Nowe lokalne samorządy (cabildos) rozpoczęły walkę o prawa do ziemi i źródeł wody przed hiszpańskimi urzędnikami, wobec czego stare azteckie tradycje i historie zaczęto zapisywać na nowo jako narzędzie walki o wykazanie legalności tego czy innego prawa – często w zmodyfikowanej formie. Z tego względu trudno jest w pełni ocenić wiarygodność samego tekstu.

## Historia publikacji
Anales były wielokrotnie wydawane i tłumaczone na wiele języków. Jedną z najczęściej cytowanych publikacji jest hiszpańskojęzyczna edycja z 1948 roku ze wstępem Roberta Barlowa, w tłumaczeniu i opracowaniu Henricha Berlina (Meksyk: Antigua Libreria de Robredo), wzorowana na wcześniejszym dwujęzycznym wydaniu niemieckim Ernsta Mengina (1939). W 1945 roku Mengin opublikował także faksymile Anales.
Fray Ángel María Garibay Kintana opublikował hiszpańskie tłumaczenie kodeksu w 1956 roku. Krytycznego tłumaczenia na angielski, wraz z publikacją oryginalnego tekstu w nahuatl, dokonał w 1991 roku historyk James Lockhart. Miguel León-Portilla i Lysander Kemp opublikowali także popularne angielskie tłumaczenie wraz z materiałami edukacyjnymi dla szkół w wielokrotnie wznawianej książce The Broken Spears: The Aztec Account of the Conquest of Mexico  . Jednym z najnowszych wydań jest hiszpańskie tłumaczenie Rafaela Teny  .
Poza pełnymi wydaniami wielu autorów opublikowało także autorskie tłumaczenia fragmentów odnoszących się do podboju Meksyku przez Hiszpanów. Edycje krytyczne fragmentów opisujących najdawniejszą historię opublikowali w 1997 roku Hanns Prem i Ursula Dyckerhoff , a w dwa lata później wydanie dwujęzyczne hiszpańskie wydała Susanne Klaus.